# Diana Ford
Diana Mary Helen Ford Weicker (ur. 26 maja 1989) – kanadyjska zapaśniczka walcząca w stylu wolnym. Brązowa medalistka mistrzostw świata w 2018. Piąta w Pucharze Świata w 2018. Triumfatorka igrzysk Wspólnoty Narodów w 2018. Złota medalistka mistrzostw panamerykańskich w 2023 i brązowa w 2019, a także mistrzostw Wspólnoty Narodów w 2009. Dziewiąta na Uniersjadzie w 2013. Zawodniczka Brock University roku.